# Élections au Parlement de Galice
Les élections au Parlement de Galice (en galicien : eleccións ao Parlamento de Galicia, en espagnol : elecciones al Parlamento de Galicia) se tiennent tous les quatre ans, afin d'élire les députés au Parlement de Galice. Celui-ci se compose, actuellement, de 75 députés.

## Résumé
| Année | Participation | Hémicycle            | Parti en tête                 | Parti en tête       | Score   | Sièges  | Président | Président               | Président |
| ----- | ------------- | -------------------- | ----------------------------- | ------------------- | ------- | ------- | --------- | ----------------------- | --------- |
| 1981  | 46,28 %       |                      |                               | Alliance populaire  | 30,52 % | 26 / 71 |           | Gerardo Fernández Albor | AP        |
| 1985  | 57,40 %       |                      |                               | Coalition populaire | 41,17 % | 34 / 71 |           | Gerardo Fernández Albor | AP        |
| 1985  | 57,40 %       |                      | Fernando González Laxe (1987) | Coalition populaire | 41,17 % | 34 / 71 | PSOE      |                         |           |
| 1989  | 59,51 %       |                      |                               | Parti populaire     | 44,19 % | 38 / 75 |           | Manuel Fraga            | PP        |
| 1993  | 64,19 %       |                      |                               | Parti populaire     | 52,62 % | 43 / 75 |           | Manuel Fraga            | PP        |
| 1997  | 62,51 %       |                      |                               | Parti populaire     | 52,88 % | 42 / 75 |           | Manuel Fraga            | PP        |
| 2001  | 60,16 %       |                      |                               | Parti populaire     | 51,62 % | 41 / 75 |           | Manuel Fraga            | PP        |
| 2005  | 64,20 %       |                      |                               | Parti populaire     | 45,23 % | 37 / 75 |           | Emilio Pérez Touriño    | PSOE      |
| 2009  | 64,43 %       |                      |                               | Parti populaire     | 46,68 % | 38 / 75 |           | Alberto Núñez Feijóo    | PP        |
| 2012  | 54,91 %       |                      |                               | Parti populaire     | 45,80 % | 41 / 75 |           | Alberto Núñez Feijóo    | PP        |
| 2016  | 53,63 %       |                      |                               | Parti populaire     | 47,56 % | 41 / 75 |           | Alberto Núñez Feijóo    | PP        |
| 2020  | 48,97 %       |                      |                               | Parti populaire     | 47,96 % | 42 / 75 |           | Alberto Núñez Feijóo    | PP        |
| 2020  | 48,97 %       | Alfonso Rueda (2022) |                               | Parti populaire     | 47,96 % | 42 / 75 |           |                         | PP        |
| 2024  | 56,27 %       |                      |                               | Parti populaire     | 47,39 % | 40 / 75 |           | Alfonso Rueda           | PP        |